# Suzan Kahramaner

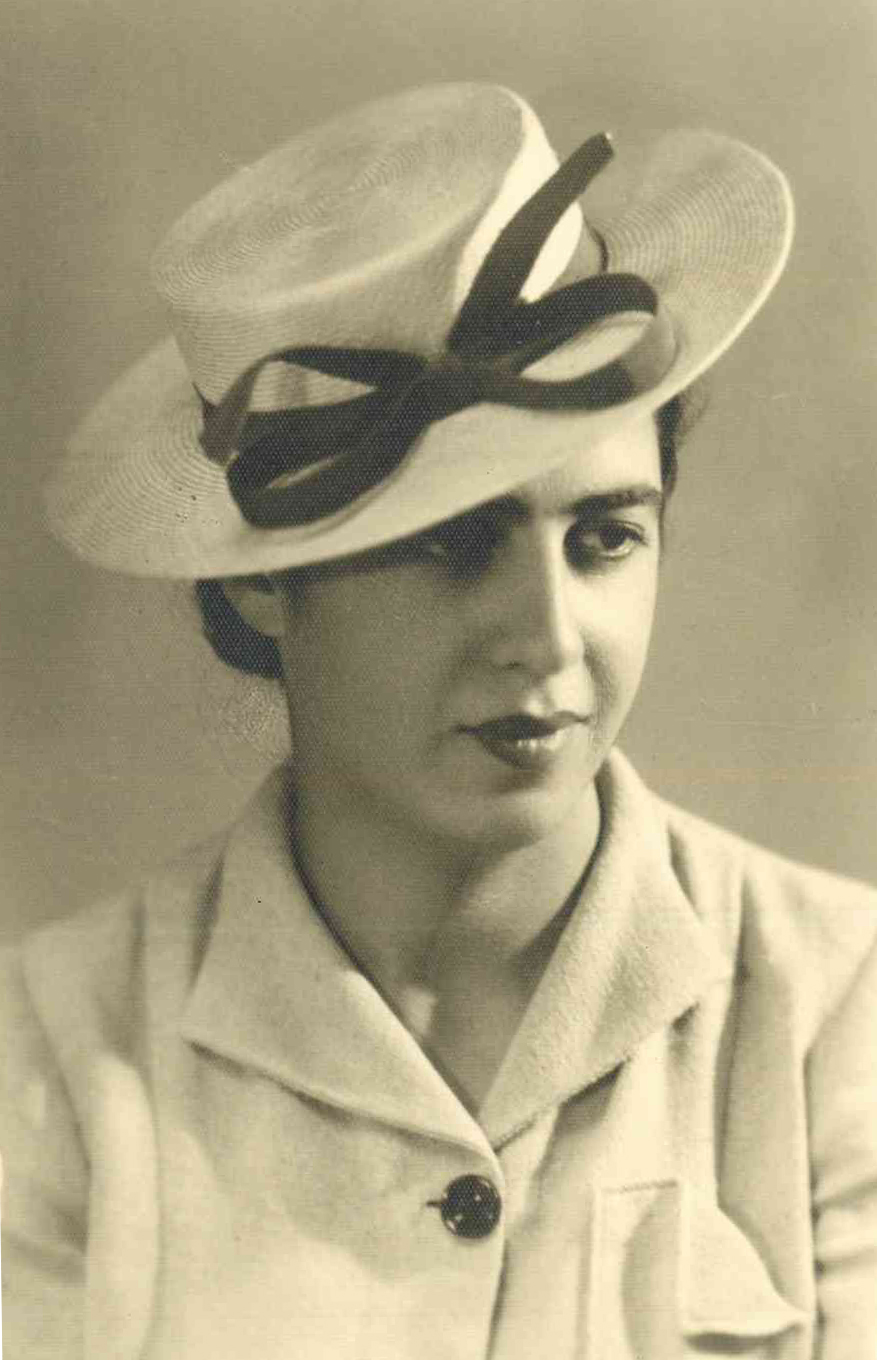
Suzan Kahramaner

Suzan Kahramaner (* 21. Mai 1913 in Istanbul; † 22. Februar 2006 ebenda) war eine türkische Mathematikerin. Sie war die erste türkische Mathematik-Professorin.

## Leben
Kahramaner wurde 1913 im Istanbuler Stadtteil Üsküdar als Tochter des Chirurgen Rifki Osman Bey und dessen Ehefrau Müzeyyen Hanım geboren. Sie besuchte zwischen 1919 und 1924 die Grundschule Moda Nümune Inas und anschließend bis 1934 das Lycée Notre Dame de Sion Istanbul.
Nach den Bildungsreformen studierte sie ab 1934 an der neu gegründeten Universität Istanbul. Kahramaner studierte dort am Fachbereich für Mathematik und Astronomie. Zu dieser Zeit lehrten viele bekannte Gelehrte an der Universität, die aus Europa geflohen waren, darunter auch zahlreiche deutsche Akademiker. Im grundständigen Studium besuchte sie Vorlesungen bei Ali Yar, Kerim Erim, Richard von Mises, Hilda Geiringer und William Prager. 1939 beendete sie ihr Studium erfolgreich und arbeitete 1939/40 an wissenschaftlichen Projekten im Bereich der Physik.
1940 begann sie als Mathematik-Lehrerin an der Mädchenschule Çamlıca High School zu arbeiten. 1943 wechselte sie an die Universität Istanbul und arbeitete dort als Tutorin für Analysis-Kurse im Fachbereich Mathematik.
Im Jahr 1943 begann sie mit ihrer Dissertation zum Thema Coefficient Problems in the Theory of Complex Functions unter ihrem Doktorvater Kerim Erim. Nach Abschluss der Promotion arbeitete sie als eine der ersten promovierten Mathematikerinnen der Türkei weiter an der Universität.
Mit der Arbeit Sur l'argument des fonctions univalentes wurde sie zur wissenschaftlichen Mitarbeiterin („Assistant Professor“). Im Januar 1957 ging sie zu Rolf Nevanlinna an die Universität Helsinki, um dort über die Funktionentheorie zu forschen. Sie nahm außerdem am Skandinavischen Mathematikerkongress – Internationales Kolloquium über Funktionstheorien teil, der im August desselben Jahres stattfand.
Im November 1957 ging sie nach Zürich, um ihre wissenschaftliche Forschung bei Nevanlinna fortzusetzen, der zu diesem Zeitpunkt an der Universität Zürich lehrte. Im August des folgenden Jahres nahm sie am Internationalen Mathematikerkongress in Edinburgh teil, der von der Internationalen Mathematischen Union organisiert wurde.
Ende 1958 kehrte sie an die Universität Istanbul zurück. Im Herbst 1959 gewann sie ein NATO-Stipendium, das sie auf Empfehlung von Nevanlinna erhalten hatte. In den Jahren 1959/60 arbeitete sie deshalb erneut in Zürich. Danach arbeitete sie einen Monat an der Stanford University und ab September 1960 an der Universität Helsinki. Ende Oktober 1960 nahm sie ihre Arbeit an der Universität Istanbul wieder auf. Im August 1962 nahm sie erneut am Internationalen Mathematikerkongress in Stockholm teil. Erneut forschte sie in diesem Jahr auch in Helsinki und Zürich.
Im August 1966 wurde sie zum II. Rolf-Nevanlinna-Kolloquium eingeladen. Im selben Monat war sie auch zum  Internationalen Mathematikerkongress in Moskau eingeladen. Danach arbeitete sie im Herbst in Helsinki an ihrer Habilitation zum Thema Sur les singularités d'une application différentiable. Diese wurde 1968 angenommen und Suzan Kahramaner im selben Jahr zur ordentlichen Professorin berufen.

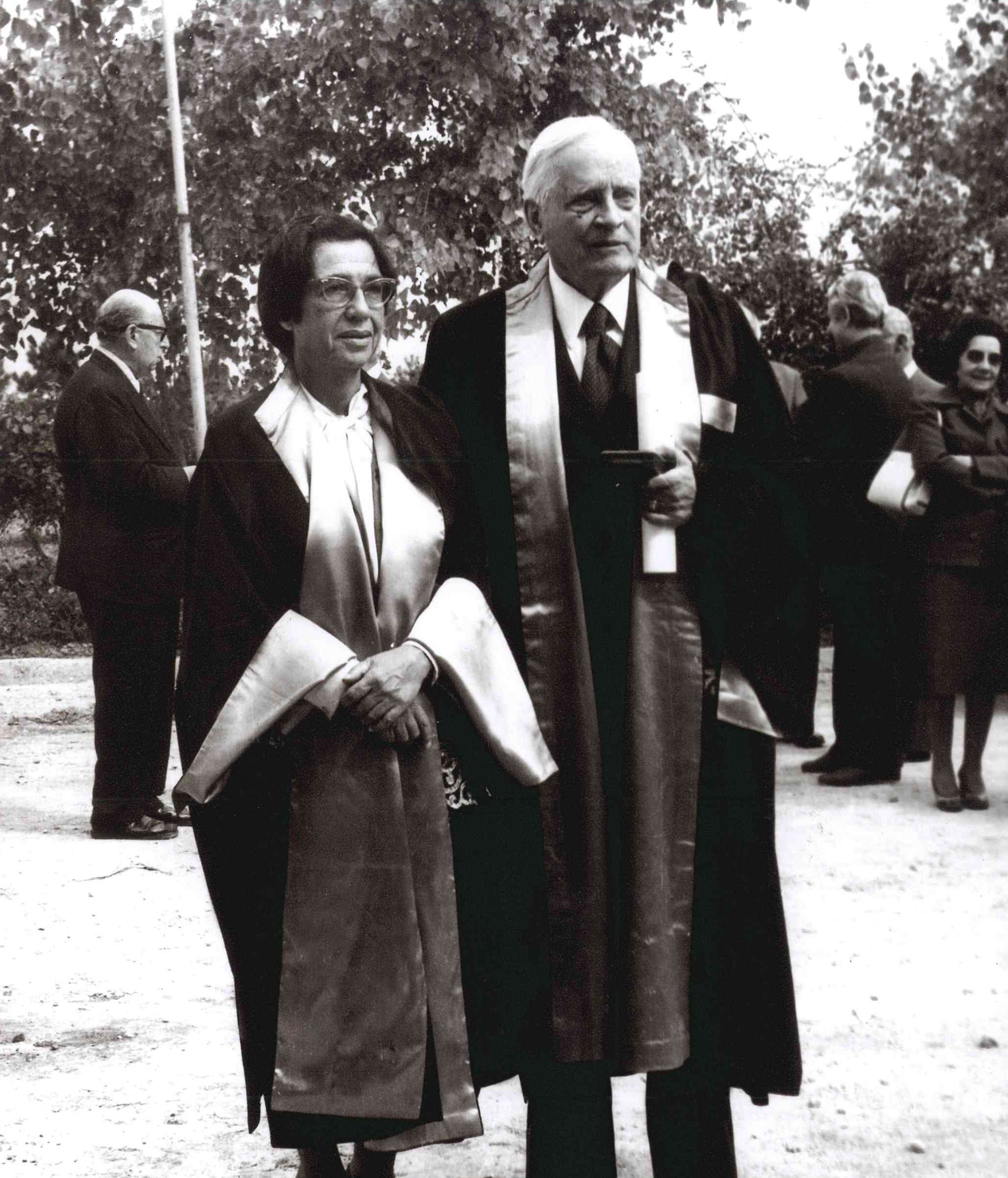
Suzan Kahramaner und Rolf Nevanlinna.

Kahramaner war auch beteiligt an der Gründung der Vereinigung der Mathematiker des Balkan, an der neben der Türkei auch Rumänien, Jugoslawien und Bulgarien beteiligt waren.
1976 nahm sie am Internationalen Symposium für Funktionentheorie teil und erhielt die Medaille der Universität Jyväskylä. Immer wieder nahm sie in diesen Jahren an den Kongressen der Mathematiker-Union und der Vereinigung der Mathematiker des Balkan teil. 1978/79 war sie Leiterin des Fachbereichs Mathematik der Universität Istanbul.
1983 wurde Suzan Kahramaner emeritiert, forschte aber weiter und nahm im August 1987 auch noch einmal am Rolf-Nevanlinna-Kolloquium in Leningrad teil.

## Privatleben
Suzan Kahramaners Sohn Rifki Kahramaner und ihre Schwiegertochter Yasemin Kahramaner sind ebenfalls beide Professoren für Mathematik.

## Veröffentlichungen
Kahramaner sprach Englisch, Französisch, Deutsch und Arabisch und veröffentlichte auch in diesen Sprachen:
- Sur les fonctions analytiques qui prénnent la meme valeur ou des valeurs données en deux points donnés (ou en m points donnés). In: Revue de la faculté des sciences de l'université d'Istanbul, Série A, Vol. 20, 1955
- mit Nazim Terzioglu: Ein Verzerrungssatz des Argumentes der schlichten Funktionen. In: Revue de la faculté des sciences de l'université d'Istanbul, Série A, Vol. 20, 1955.
- mit Nazim Terzioglu: Über das Argument der analytischen Funktionen. In: Revue de la faculté des sciences de l'université d'Istanbul, Série A, Vol. 21, 1956.
- Sur le comportement d'une représentation presque-conforme dans le voisinage d'un point singulier. In:  Revue de la faculté des sciences de l'université d'Istanbul, Série A, Vol. 22, 1957.
- Sur les applications différentiables du plan complexe. In: Revue de la faculté des sciences de l'université d'Istanbul, Série A, Vol. 26, 1961
- Sur les coefficients des fonctions univalents. In:  Revue de la faculté des sciences de l'université d'Istanbul, Série A, Vol. 28, 1962.
- Modern Mathematical Methods and Models Volume I: Multicomponent Methods (A Book of Experimental Text Materials). Malloy Inc., Ann Arbor, Michigan, 1958.
- Sur l'argument des fonctions univalentes. In: Revue de la faculté des sciences de l'université d'Istanbul, Série A, Vol. 32, 1967.

## Auszeichnungen und Ehrungen
Suzan Kahramaner erhielt die Medaille der Universität Jyväskylä. 2013 wurde das International Symposium on Geometric Function Theory and Applications zu Ehren von Kahramaners 100. Geburtstag an der Işık Üniversitesi veranstaltet.